# Tavola Doria

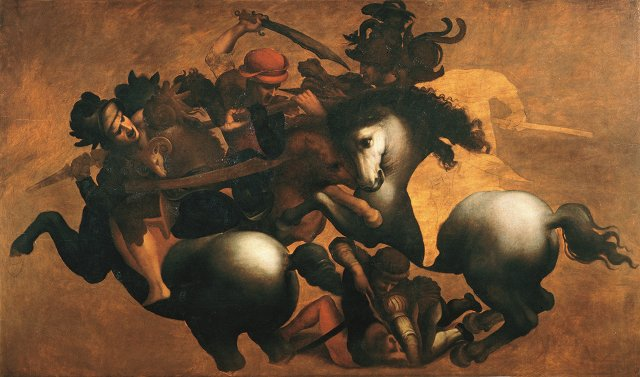
Uffizien Inv. 1890, n° 5376

Die Tavola Doria ist ein Tafelgemälde auf Pappelholz (Maße: 86 × 115 cm), benannt nach dem Geschlecht der Doria, zu deren Genueser Sammlungen es zwischen etwa 1617 und 1832 gehörte. Bis zu seiner Versteigerung im Jahre 1940 war es dann im Besitz der Doria d’Angri in Neapel. Provenienz und Autor des Gemäldes waren seit dem späten 19. Jahrhundert weitgehend vergessen und lange umstritten, und noch heute wird es so fälschlicherweise als Kopie von Leonardo da Vincis Wandgemälde der „Schlacht von Anghiari“ im Palazzo Vecchio eingestuft, wie es 1935 mit der Bonner Dissertation der Kunsthistorikerin Maria Lessing (1905–1961) in die kunsthistorische Literatur Eingang fand.

## Authentifizierung
Carlo Pedretti veröffentlichte das Gemälde 1968 unter dem jetzigen Namen als Kopie Raffaels nach Leonardos Wandgemälde, revidierte diese Meinung aber und authentifizierte es 1971 als „done by Leonardo“. 1989 machte er darauf aufmerksam, dass der obere der beiden Fußsoldaten nicht (wie zumeist angenommen) einen Dolch führt, sondern mit dem Stoßfinger der rechten Hand seinen Gegner bezwingen will.
Mehrere gemalte und gezeichnete Darstellungen mit dem Kampf um die Fahne werden auch als Kopien nach dem Wandgemälde Leonardos bezeichnet (u. a. Martin Kemp, Edoardo Villata, Frank Zöllner). Dazu gehört das bekannte Tafelgemälde mit dem „Kampf um die Fahne“, das sich seit 1635 im Besitz der Uffizien befindet (Inv. 1890, n° 5376); wenngleich Pedretti schon 1977 zu der Erkenntnis gekommen war, dass die Kopie in den Uffizien (seit 1953 Leihgabe im Palazzo Vecchio) nicht nach Leonardos Wandgemälde, sondern nach der Tavola Doria entstanden war.
Dass die Tafel der Uffizien vor 1600 gar nicht machbar war, also schon aus diesem Grunde keine Kopie nach dem Wandgemälde sein kann, wies Maurizio Seracini 1975 mit Hilfe naturwissenschaftlicher Methoden nach. Er stellte auch fest, dass die bekannte Handzeichnung Uffizien N° 14591F handschriftlich „1553“ datiert ist, also auch sie aus Gründen der Chronologie nicht auf das Wandgemälde zurückgeführt werden kann.
Pedretti zog sich nach 1989 von seiner Zuschreibung an Leonardo mehr und mehr zurück, gab hingegen seine 1968 erstmals publizierte Meinung nie auf, Reste von Leonardos Wandmalerei befänden sich noch heute unter Vasaris Fresken. An diese Meinung Pedrettis anknüpfend, suchte Maurizio Seracini mehr als 35 Jahre lang mit großem apparativem und finanziellem Aufwand nach vermuteten Resten, kam aber zu keinem Ergebnis, da er bei der Interpretation und Zuordnung von Quellen von falschen Voraussetzungen ausging: Das cerca trova meint keinesfalls eine Aufforderung Vasaris an den Betrachter hinter seinem Fresko im Salone dei Cinquecento nach dem verlorenen Gemälde Leonardos zu suchen – vielmehr handelt es sich um einen Brauch der mediceischen Truppen, ihre Fahnen mit Impresen zu versehen. Auch der oft (von Pedretti noch 2012) beschworene Text von 1549, in dem Anton Francesco Doni vom „groppo de’ cavalli“ spricht, bezieht sich nicht auf ein Wandgemälde, sondern auf die Tavola Doria. Letzte Untersuchungen im Salone startete Maurizio Seracini Anfang Dezember 2011. Bis zur Jahreswende 2012/2013 wurde kein Beleg für die Existenz von Resten des Wandgemäldes gefunden.
Friedrich Piel befasst sich seit 1978 (von den wechselnden Besitzern bis 2009 kontinuierlich autorisiert) mit der Tavola Doria, wobei Pedrettis Ergebnisse eine wesentliche Basis seiner Authentifizierung waren, es ihm aber auch gelang, das Gemälde als Leonardos „groppo de’ Cavalli“ zu identifizieren.
Eingehende Quellenstudien führten ihn zu der Überzeugung, dass die Tavola Doria mit dem „disegnio di detto cartone“ identisch ist, der in dem Vertrag genannt ist, den die Republik Florenz am 4. Mai 1504 mit Leonardo schloss, und dass sie dem Maler auch als Modello für sein Wandgemälde der Schlacht von Anghiari diente.
Dass dessen zentrales Motiv, der Kampf um die Fahne, nie in die metrischen Dimensionen des Wandgemäldes übertragen werden konnte, ergibt sich aus der kurzen Zeit, in der Leonardo tatsächlich am Wandgemälde arbeitete (6. Juli bis Oktober 1505), aber auch aus dem bescheidenen Gesamthonorar, das der Maler für seine Arbeit zwischen Oktober 1503 und Ende 1505 erhielt. Maria Lessing hatte schon 1934 ein selten beachtetes Elementardatum rekonstruiert: Für Leonardos „Kampf um die Fahne“ waren im geplanten Wandgemälde Abmessungen von solcher Größe geplant, dass die seit 1935 ununterbrochen kolportierte Rede von „Kopien nach Leonardos Wandgemälde“ ohne sachliches Fundament ist: Der „Kampf um die Fahne“ (Sujet auch der Tavola Doria) hätte im Wandgemälde ca. 4 × 7 m, also 28 m² beansprucht. Die Abmessungen des „groppo“ wurden schon 1934 von Maria Lessing rekonstruiert: „Einen Anhaltspunkt für die Größenbestimmung des an der Wand ausgeführten „Kampfes um die Fahne“ bietet der Kopf des schreienden Kriegers in Oxford, [...]  weil [...] sich daraus die Proportion der überlieferten Gruppe als lebensgroß ergibt. Wir haben uns also die vier aufgebäumten Pferde mit ihren Reitern in einer Länge von ungefähr sieben Metern und einer Höhe von vier Metern vorzustellen.“ Maria Lessing: Die Anghiari-Schlacht des Leonardo da Vinci. Diss. Bonn 1935.
Das Wandgemälde war in diesen Dimensionen zwischen Juli und Oktober 1505 nicht machbar und gedieh auch nie – wie 1514 dokumentiert – über ca. sechs Quadratmeter hinaus. Das Ergebnis seiner kurzzeitigen Arbeit zwischen Juni und Oktober 1505 war, wie Piero Soderini, Großbannerträger der Republik Florenz, 1506 jammerte, nicht mehr als ein „piccolo principio a un gran lavoro“ – ein kleiner Beginn einer großen Arbeit.
Auf der Grundlage ausgedehnter Quellenrecherchen identifizierte Piel die Tavola Doria als jenen groppo de cavalli, den Anton Francesco Doni 1549 in seinem Disegno (1549) als „una cosa miraculosa“ rühmte. Damit aber ist die Brücke geschlagen zu dem „groppo de Cavalli di Leonardo da Vinci“, unter welchem Namen die Tavola Doria im Testament des Marc Antonio Doria von 1651 dokumentiert ist.
Auf Piels Veranlassung wurde das Gemälde 1984 naturwissenschaftlich analysiert (Hermann Kühn) und mit Hilfe bildgebender Verfahren systematisch untersucht (Makrofotos, Röntgen, Infrareflektographien). Schließen schon die von Piel entdeckten Pentimenti, Fingerprints und Vorzeichnungen aus, dass das Gemälde als Kopie entstand, so wird die Eigenhändigkeit auch durch die miniaturische Maltechnik, die spezifische Malstrategie und eine Reihe ikonischer Elemente belegt, die von den Kopisten nicht erkannt wurden. Drei dieser für Leonardo spezifischen Bildelemente sollen genannt werden: Eine Reiterpistole, die Ausformung der Epauletten des Fahnenträgers als Oktopoden und ein kleiner Totenkopf im Zentrum der Komposition.
2008 wurde das Gemälde von dem Münsteraner Kunsthistoriker Jürg Meyer zur Capellen und von Claudio Falcucci, einem italienischen Fachmann für die naturwissenschaftliche Analyse alter Gemälde, untersucht. Während Meyer zur Capellen Piels Forschungsresultate expressis verbis weitgehend bestätigt, hat Falcucci davon offenbar keine Notiz genommen.

## Geschichte
Nach 1506 verblieb die Tavola Doria so im Besitz der Repubblica Fiorentina, wie es der Vertrag vom 4. Mai 1504 vorgesehen hatte, den Piel 1994 und 1995 ausführlich kommentierte. In Schriftquellen des sechzehnten Jahrhunderts wird das Gemälde mehrfach erwähnt, so als „li cavalli“ bei Albertini 1510, als „groppo de Cavalli“ bei Doni 1549, und 1550 in der Vita des Leonardo in den Lebensbeschreibungen Giorgio Vasaris.
Aus dem Besitz wohl des Don Antonio de Medici gelangte die Tafel nach 1600 in den Besitz der Familie Doria in Genua, in deren Archiven sie analog Doni 1549 und Vasari 1550 „groppo de Cavalli di Leonardo da Vinci“ genannt wurde. 1832 kam sie in den Palazzo Doria d’Angri in Neapel, bei dessen Versteigerung sie 1940 so als Werk eines anonymen toskanischen Meisters versteigert wurde, wie sie 1939 in der großen Mostra di Leonardo da Vinci katalogisiert und im selben Jahr in Capodimonte als national wertvoll notifiziert worden war.
Bei der Versteigerung wurde das Gemälde dem Marchese Giovan Niccolò de Ferrari zugeschlagen, aus dessen Besitz es nach 1948 legal an den Kunsthändler Antonio Fasciani in Locarno übertragen wurde. 1962 erwarb es der Münchner Kunsthändler Georg Hoffmann (Galerie „Interkunst“). Die Restaurierung des Gemäldes, das schon 1939 in der Mailänder Mostra di Leonardo da Vinci in einem desolaten Zustand war, wurde um 1964 von einem nicht weiter bekannten italienischen Restaurator mit dem Spitznamen „Mann mit dem scharfen Messer“ begonnen, der Hoffmann von dem Kunsthändler Lodi (Campione d’Italia) empfohlen worden war. Eine wesentliche Voraussetzung für die spätere Zuschreibung an Leonardo war, dass das Gemälde noch rechtzeitig in die Obhut der Bayerischen Staatsgemäldesammlungen gelangte, wo es unter der Leitung von Hauptkonservator Leo Cremer fachgerecht konserviert wurde.
Nach dem Tod Georg Hoffmanns 1970 wurde die Tavola Doria von der Bansa-Bank München beliehen und kam in deren Konkursmasse. Zwischen 1972 und 1987 war sie in Kommission bei der Wildenstein Gallery New York. Hier wurde sie unter Hinweis auf die positiven Stellungnahmen von Pedretti, Kenneth Clark und Federigo Zeri als Werk Leonardos offeriert. Zu den an einem Kauf interessierten Sammlern gehörte Armand Hammer, dessen Gebot von drei Millionen US$ den Erwartungen Wlldensteins nicht entsprach.
1987 wurde es von der Münchner Investorengruppe BHB aus der Konkursmasse der Bansa-Bank erworben.
Friedrich Piel, der 1978 durch den Anwalt von Georg Hoffmann, Franz Novak, den konkreten Zugang zur Erforschung  des Gemäldes bekommen hatte, veröffentlichte die erste Zusammenfassung seiner Forschungsergebnisse 1989 in der Zeitschrift Pantheon. Aufgrund seiner Identifizierung wurde das Gemälde 1992 durch den Tokyoter Kunsthändler Toshiro J. Akiyama („Toshi International“) erworben und an das Tokyo Fuji Art Museum verkauft. Das Museum hatte sich schon 1997 entschlossen, das Gemälde wieder zu veräußern, das so bis 2007 als absolutes Depot-Objekt der Fachwelt unzugänglich blieb. Der Wiederverkauf, mit dem Akiyama 1997 betraut wurde, zog sich bis 2011 hin und führte zu vielen Verhandlungen, aber zu keinem Ergebnis. Was 2012 zum Entschluss der Soka Gakkai beitrug, das Objekt dem italienischen Staat zu schenken, ist unklar, keinesfalls war es die Sorge der japanischen Besitzer, es könne vom italienischen Staat konfisziert werden. Über die Modalitäten des Geschenks wurde ein Vertrag geschlossen, nach dem die Tavola Doria in den ersten zwei Jahren in Italien und anschließend vier Jahre in Japan gezeigt wurde.
Seitdem die Tavola Doria Mitte 2012 in den Besitz des italienischen Staates gelangte, wurde sie im Opificio delle Pietre Dure in Florenz nach neuesten Methoden und mit Hilfe aktueller wissenschaftlicher Verfahren auf die von Piel behauptete Authentizität überprüft. Zwischen dem 27. November 2012 und dem 13. Januar 2013 wurde das Gemälde im Quirinalspalast in Rom präsentiert und somit erstmals in seiner Geschichte öffentlich ausgestellt.
Zwischen dem 15. Juni und dem 3. November 2013 war das Gemälde im Museo Taglieschi in Anghiari zu sehen, einem staatlichen Museum im Verbund des Polo Museale Fiorentino. Vom 10. Dezember bis Ende Februar war das Gemälde in der Machiavell-Ausstellung in der Biblioteca Nazionale, und von Ende März bis Ende Juni in den Uffizien in Florenz zu sehen, seinem Ausstellungsort nach der Ausstellung im Tokyo Fuji Art Museum.

## Weitere Werke des Motivs

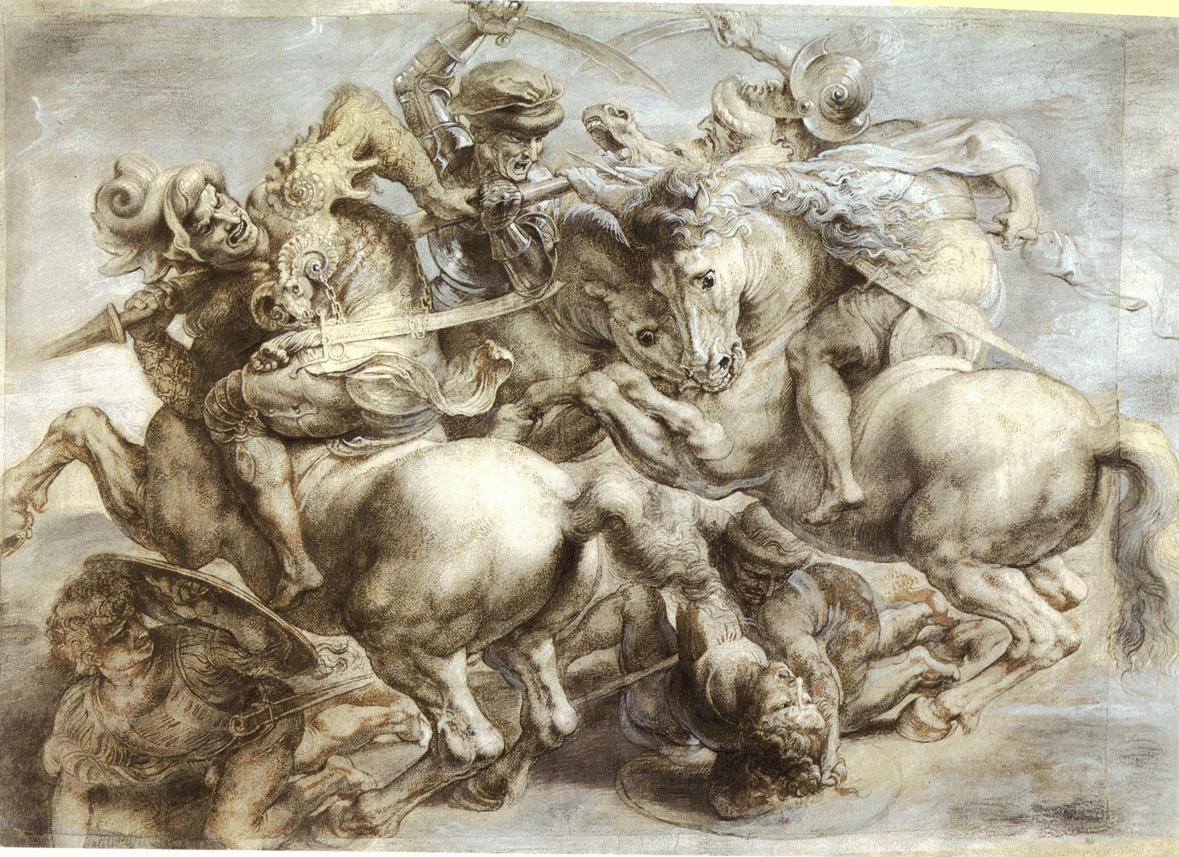
Peter Paul Rubens Schlacht von Anghiari, um 1603

- Handzeichnung im Cabinet des Dessins des Louvre, Kopie des 16. Jahrhunderts (?) nach den Resten von Leonardos Karton, angeblich von Peter Paul Rubens (um 1603?) überarbeitet.
- Kupferstich des Malers und Zeichners Lorenzo Zacchia aus Lucca, datiert 1558, Unikat in der Graphischen Sammlung Albertina in Wien.

## Ausstellungen
- Leonardo da Vinci.  Sulle tracce della Battglia di Anghiari. Museo di Palazzo Vecchio Florenz. 23. Februar 2019 – 12. Januar 2020.[22]